# أورفينادرين
(Orphenadrine) مناهض مسكاريني

## الأسماء المرادفة
- ميفينامين Mephenamine
- O- ميتيل ديفينهيدرامين O-Methyldiphenhydramine
- أورفينادين Orphenadine
- أورفينادرين Orphenadrin
- أورفينادرين سيترات Orphenadrine Citrate
- أورفينات Orphenate
- أورفينيدرين Orphenedrine

## الاستطباب
لمعالجة مرض باركنسون.

## آلية العمل
يرتبط الأورفينادرين ويثبط مستقبلات الهيستامين H1 ومستقبلات NMDA. إنّ نقص الدوبامين في الجسم المخطط striatum يزيد من التأثير المنبه للجهاز الكولينيرجي. والأورفينادرين يمتلك تأثير مضاد كولينيرجي وبالتالي يوقف هذا التنبيه.

## الامتصاص
يمتص الأورفينادرين تقريباً بشكل كامل من الجهاز الهضمي.

## الاستقلاب
تحدث الاستحالة البيولوجية Biotransformation بشكل رئيسي بالكبد. وتشمل المستقلبات الفعالة دوائياً كل من
N-demethyl orphenadrine و N,N-didemethyl orphenadrin.

## التأثيرات الجانبية
جفاف الفم، الدوخة، النعاس، القلق، الأرق، الإمساك، احتباس البول، هبوط الضغط الانتصابي، النشوة.

## الكيمياء الفراغية
أورفينادرين يحتوي على ستيريوسنتر ويتكون من اثنين إنانتيوميرس. هذا هو راسيمات، أي خليط 1: 1 من ( R ) و ( S ) - شكل:
| إنانتيوميرس من أورفينادرين | إنانتيوميرس من أورفينادرين |
| -------------------------- | -------------------------- |
| CAS-Nummer: 33425-91-1     | CAS-Nummer: 33425-89-7     |